# Chester Nez
Chester Nez, né le 23 janvier 1921 à Two Wells (Chichiltah en langue navajo) au Nouveau-Mexique et mort le 4 juin 2014 à Albuquerque, est un vétéran américain de la Seconde Guerre mondiale.
Il fait partie des « code talkers », des Amérindiens recrutés par le corps des Marines afin de transmettre des messages codés sur le champ de bataille. Il prend part aux combats durant la guerre du Pacifique. Démobilisé en 1945, il se porte volontaire durant la guerre de Corée. Chester Nez reçoit la médaille d'or du Congrès en 2001.

## Biographie

### Jeunesse
Chester Nez naît au Nouveau-Mexique et grandit dans une famille de bergers appartenant à la tribu des Navajos,. Après la mort de sa mère, il est envoyé dans des pensionnats gérés par le bureau des affaires indiennes afin de poursuivre ses études secondaires. Ces établissements tentent d'assimiler les jeunes indiens dans la société américaine. Ils y apprennent l'anglais et l'usage de la langue navajo leur est interdit,,. En 1942, il est recruté par le Corps des Marines. Chester Nez, qui a menti sur son âge pour pouvoir s'engager, rêve de quitter la réserve et de découvrir le monde. Il est assigné à la 382e section des Marines, constituée de recrues indiennes,.

### Carrière militaire
Chester Nez fait partie des premiers « code talkers », qui, à la demande des autorités militaires, mettent au point un langage codé dérivé de la langue navajo afin d'assurer la confidentialité des messages radio transmis sur le champ de bataille,. Durant la Seconde Guerre mondiale, il combat dans le Pacifique et prend part aux batailles de Guadalcanal, Bougainville, Guam et Peleliu. Démobilisé en 1945, il souffre de cauchemars et est hospitalisé durant plusieurs mois dans un hôpital de San Francisco. Au déclenchement de la guerre de Corée, il se porte volontaire. 

### Vie civile
Une fois revenu à la vie civile, Chester Nez bénéficie du G.I. Bill. Il étudie les arts visuels à l'université du Kansas, mais doit abandonner ses études en 1952 lorsque l'aide financière prend fin. Employé comme peintre dans un hôpital d'Albuquerque géré par le département des Anciens combattants, il prend sa retraite en 1974,. En 2002, l'université lui décerne une licence (Bachelor of Fine Arts) honorifique.
La mission des « code talkers » reste classifiée jusqu'en 1968,. En 2001, la médaille d'or du Congrès est attribuée au groupe des 29, pour la plupart à titre posthume,,. Leur notoriété est accrue par le film Windtalkers : Les Messagers du vent de John Woo, sorti en 2002,. Le groupe reçoit en 2013 le prix Audie Murphy de l'American Veterans Center (en).
Nez souffre de diabète et ses deux jambes sont partiellement amputées,. Il meurt en 2014 et est inhumé au cimetière national de Santa Fe.

## Ouvrage
- (en) Code Talker : The First and Only Memoir By One of the Original Navajo Code Talkers of WWII  (en collaboration avec Judith Schiess Avila), Berkley Caliber, 2011, 320 p. (ISBN 978-0-425-24423-4)